# 仇德樹
仇德树（1948年—2020年6月21日），生於上海，中国当代畫家。1977年調入上海卢湾区文化馆成為一名美工。1979年策划组织草草画社。1986年辞去公职，他的作品“裂变”系列曾在首届进博会以及上海浦东国际机场二号航站楼展出。2020年6月21日因病去世。